# مایکل اسمایلی
مایکل اسمایلی (به انگلیسی: Michael Smiley) (زاده ۱۹۶۳) بازیگر اهل ایرلند شمالی است.
از فیلم‌های معروف او می‌توان به بازی در دریای سیاه اشاره کرد.